# Adolf Paul
Pour les articles homonymes, voir Paul.
Adolf Georg Wiedersheim-Paul, né le 6 janvier 1863 à Brommö, (sur le lac Vänern en Suède) et mort le 30 septembre 1943  à Berlin, sous le Troisième Reich, est un écrivain suédois. Il vécut la majeure partie de sa vie en Allemagne, où il eut pour amis August Strindberg, Jean Sibelius, Edvard Munch et Akseli Gallen-Kallela.

## Biographie

### Années de jeunesse

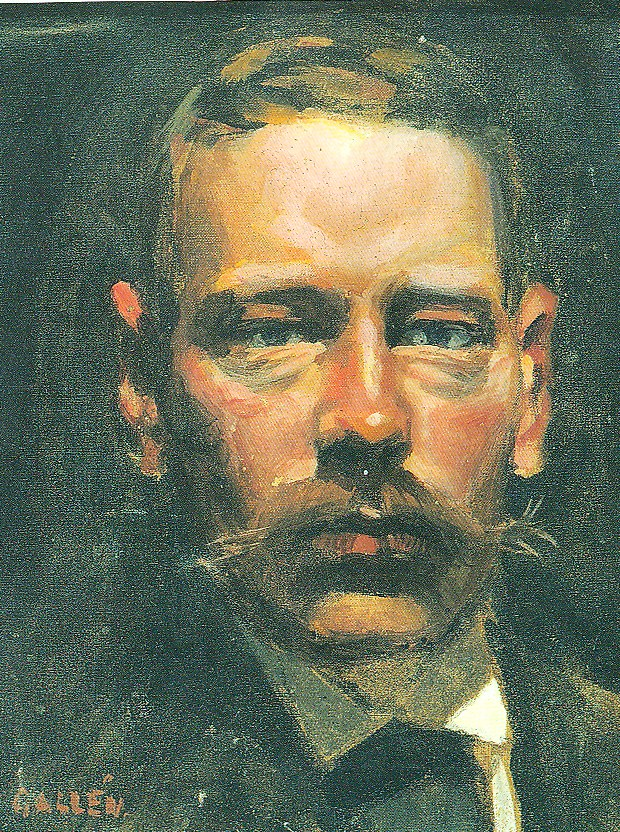
Adolf Paul peint par Akseli Gallen-Kallela en 1903.

Adolf Paul naquit sur une île du lac Vänern. À cette époque, son nom de famille était Wiedesheim-Paul, nom qui venait d'un major prussien qui s'appelait Ludwig von Wiedesheim (né à Anhalt-Kothen) et d'un comte nommé Fernando Pollini (Pollini était devenu Paul). Quand il eut 9 ans, sa famille partit pour Jokioinen en Finlande et ajouta "r" à Wiedesheim, qui devint Wiedersheim. Paul, une sœur plus âgée, une autre plus jeune ainsi que 7 frères plus jeunes grandirent sur un grand domaine que leur père gérait.
Son père voulant qu'il devienne fermier, Adolf Paul fut donc étudiant à l'Institut d’agriculture de Mustiala de Tammela pendant 3 ans, avant de prendre en charge une ferme de son père sur l'île de Ruissalo, près de Turku, mais vite lassé par l'agriculture, Adolf Paul décida de devenir un artiste et partit en 1886 étudier la musique à Helsinki. Pendant cette période, il devint socialiste, retira Wiedersheim de son nom et devint ami avec le compositeur Jean Sibelius. Tous les deux étudiaient avec le compositeur et pianiste Ferruccio Busoni, qui les emmena à Berlin en 1889.
Quand Adolf Paul arriva à Berlin, la ville était un centre culturel important qui attirait des artistes et des intellectuels venus de toute l'Europe. Située plus au nord que Paris, autre centre de rayonnement culturel de l'époque, beaucoup de Scandinaves s'établissaient à Berlin pour de plus ou moins longues périodes. Adolf Paul y rejoignit la communauté scandinave, où il rencontra Edvard Munch, August Strindberg ou Albert Engström.
Adolf Paul est représenté dans une des œuvres les plus célèbres d'Edvard Munch, Le Vampire, où une femme rousse penche sa tête le cou d'un homme qui cache son visage,,. Il est aussi présent dans des œuvres de Akseli Gallen-Kallela, dont Le Symposium.

### Les premiers romans interdits

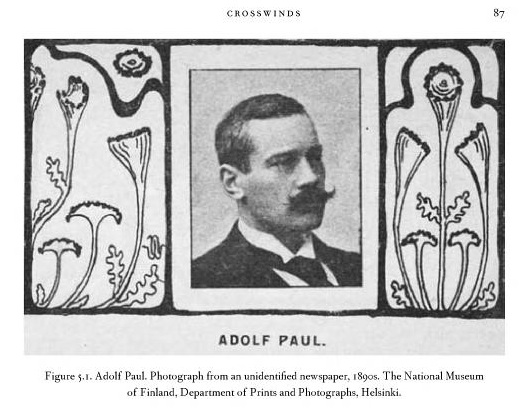
Portrait d'Adolf Paul dans un livre sur Jean Sibelius.

Dans sa collaboration avec Jean Sibelius, Adolf Paul découvrit qu'il était meilleur dans l'écriture de romans et de pièces de théâtre que dans la composition de musique et, en 1891, il se concentra sur la littérature et publia son premier roman, En bok om en menniska (Un Livre sur un homme), qui fut publié par Bonniers à Stockholm. En 1892, il publia ensuite un recueil de nouvelles intitulé L'Éventreur, titre qui lui fut inspiré par Jack l'Éventreur. Albert Bonnier considéra que ce recueil était trop indécent et refusa de le publier, comme tous les autres textes d'Adolf Paul qui traitaient de violence et de sexualité. Finalement, L'Éventreur fut publié par Grönlund à Turku, et la réception critique du livre fut polémique. En 1893, il publia Herr Ludvigs, dont on croit qu'il est basé sur les mésaventures en affaires de son père.
Parmi ces premiers romans, beaucoup questionnaient les normes sociales. Ainsi, En bok om en menniska était autobiographique et décrivait un homme luttant pour construire et définir son identité : le personnage principal s'opposait aux normes sociales et méprisait la bourgeoisie tout en se sentant spirituellement supérieur. Après avoir rompu avec les normes sociales de son époque et être devenu un artiste, il fit face à une crise d'identité et une dépression. Ce livre fut le premier d'une série de trois dédiés à Jean Sibelius, qui apparaît sous les traits de Sillen.
Son roman Med det falska och det ärliga ögat fut publié en 1895 et dédié à Ferruccio Busoni. Ce texte traitait essentiellement d'amour libre, et du conflit opposant la chair et l'esprit. Une de ses sources d'inspiration fut l'œuvre d'Edvard Munch.
Plusieurs de ses romans furent considérés comme étant obscènes à cause de leur contenu sexuel et violent. Par exemple, dans L'Éventreur, l'une des nouvelles était le journal intime de Jack l'Éventreur et contenait des illustrations. Une autre de ses nouvelles, Oidipus i Norden, fut inspiré par un meurtre dans le sud de la Suède, le meurtre d'Yngsjö, où une mère et son fils, qui avaient une relation incestueuse, tuèrent la femme de ce dernier. De plus, après la publication de Die Madonna mit dem Rosenbush, l'éditeur fut poursuivi en justice. Ce livre raconte l'histoire d'un artiste qui peint un autre portrait que celui qui lui avait été commandé, mettant en colère son client. L'histoire, qui se passe à Lűbeck au XVIe siècle, décrit le conflit qui opposait les Catholiques et les Luthériens et contient des scènes de débauche.
Akseli Gallen-Kallela créa la couverture de Ein gefallener profet, roman qui fut bien reçu, tout comme les pièces d'Adolf Paul: sa pièce Kung Kristian II fut accueillie par une standing ovation lors de la première en 1898, et les royalties qu'elle lui fit gagner permit à lui et à sa famille d'avoir des ressources financières dans les 25 années qui suivirent.

### Une lettre de Strindberg

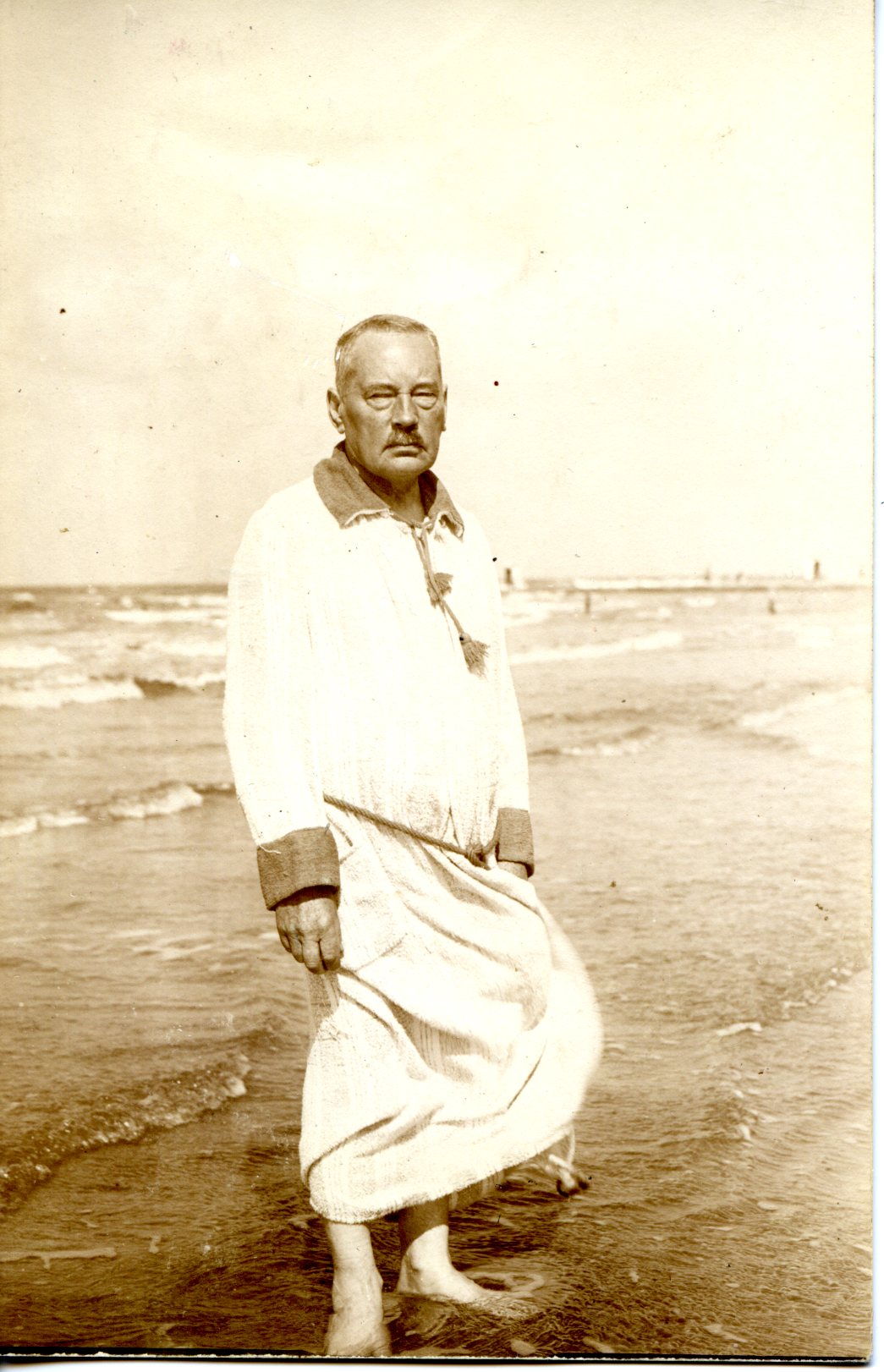
Adolf Paul dans les dernières années de sa vie.

En Suède, Adolf Paul était moins connu qu'August Strindberg, qu'il admirait, qui était son ami et qui avait influencé ses premiers romans. Quand Strindberg partit pour Berlin lorsqu'il divorça de Siri von Essen, Adolf Paul fut le premier à l'accueillir et à lui présenter les gens qu'il fallait connaître. Pendant un moment, ils restèrent ensemble, puis Strindberg se maria avec Frida Uhl, une journaliste autrichienne. Le couple passa sa lune de miel en Angleterre, mais Strindberg, ne s'y sentant pas bien à cause de la chaleur, ils rentrèrent en Allemagne, et Strindberg, sans le sou et voulant rendre visite à Adolf Paul, lui écrivit une lettre. Dans cette lettre, il se plaignait de ses problèmes d'argent, du choléra et de sa mauvaise humeur. Il la finissait par ces mots : « Je devrais me suicider, mais j'aurais dû le faire depuis longtemps. »
En 1894, il contribua à un livre qui rendait hommage à August Strindberg. Vers 1895, Strindberg, qui était au milieu de sa vie, était maintenant séparé de Frida Uhl, avec qui il avait eu une fille. Il souffrait de paranoïa, et accusa de lui avoir inspiré des personnages antipathiques.
Par contre, Adolf Paul maintint sa relation avec Sibelius et collabora avec lui sur plusieurs projets. En 1898, il composa la musique pour Kung Kristian II. Adolf Paul écrivit aussi les paroles de Korsspindeln.
À la fin des années 1890, le cercle d'artistes autour d'Adolf Paul s'effrita et Adolf Paul fonda une famille (il s'était marié en 1897 avec Natalie Brehmer) et se mit à écrire en allemand, obtenant du coup une audience plus large. L'un de ses romans les plus connus fut Die Tänzerin Barberina publié en 1915 et basé sur la vie de La Barberina.

## Œuvres

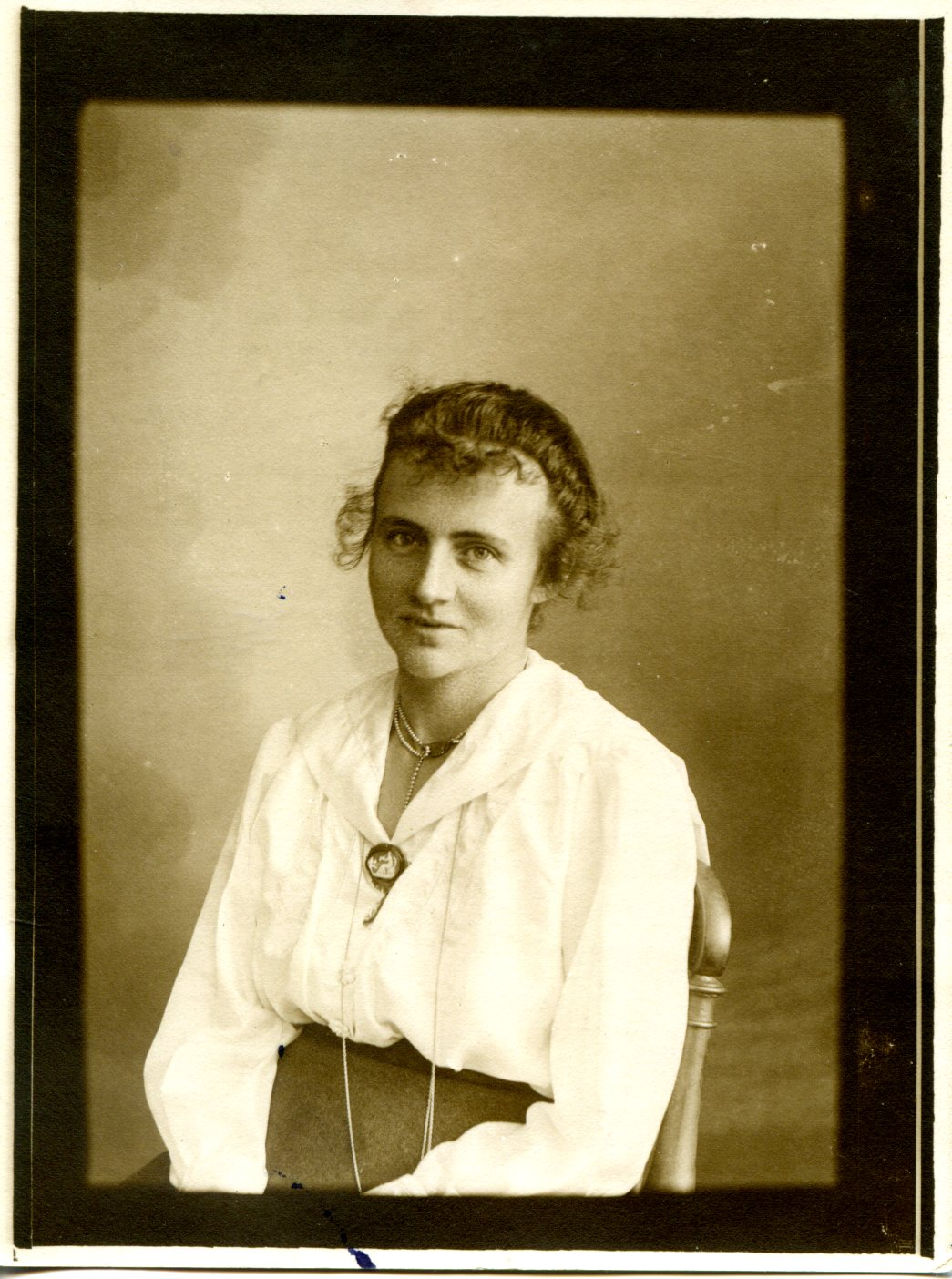
Natalie née Brehmer, épouse d'Adolf Paul.

### Romans
- Fiorenza: Frühlingsreise in eine blühende Stadt, Schünemann, Bremen 1955
- Die Tänzerin Barberina. Roman aus der Zeit Friedrichs des Großen., Albert Langen Verlag, München/Berlin, Deutsche Buch-Gemeinschaft um 1915
- Das heilige Donnerwetter Albert Langen - Georg Müller, München 1918
- Der bewußte Jemand, A. Langen, München 1917
- Stille Teilhaber, G. Müller, München 1916
- Wenn die Kosaken kommen, G. Müller, München 1916, 2. Aufl.
- Exzellenz Unterrock, Albert Langen Verlag, München, etwa um 1915; (Verfilmt 1920)
- Jung-Hansens Liebesbriefe, G.Müller Verlag, München 1911

### Pièces de théâtre
- Lola Montez. Schauspiel in drei Akten. Albert Langen Verlag, München, 1917
- Wie die Sünde in die Welt kam. Ein Legendenspiel, Reiss Verlag, Berlin 1909

### Contes
- Finnische Volksmärchen, Band 17., Noebe & Co Verlagsbuchhandlung Prag-Berlin-Leipzig, 1944

### Biographies
- Strindberg-Erinnerungen und Briefe, München 1924
- Der Einfluß Walter Scotts auf die epische Technik Theodor Fontanes, Priebatsch's Buchhandlung, Breslau, 1934

## Filmographie partielle
- 1916 : Homunculus
- 1930 : Le Prix d'un baiser (One Mad Kiss) de James Tinling

## Sources de la traduction
- (en) Cet article est partiellement ou en totalité issu de l’article de Wikipédia en anglais intitulé « Adolf Paul » (voir la liste des auteurs).

- (de) Cet article est partiellement ou en totalité issu de l’article de Wikipédia en allemand intitulé « Adolf Paul » (voir la liste des auteurs).